# Villafranca Sicula
Villafranca Sicula ist eine Stadt im Freien Gemeindekonsortium Agrigent in der Region Sizilien in Italien.

## Lage und Daten
Villafranca Sicula liegt 67 km nordwestlich von Agrigent. Hier wohnen 1321 Einwohner (Stand 31. Dezember 2023), die hauptsächlich in der Landwirtschaft (Getreide, Mandeln, Wein und Obst) arbeiten.
Die Nachbargemeinden sind Burgio, Calamonaci, Caltabellotta und Lucca Sicula.

## Geschichte
Der Ort wurde 1499 von der Familie Alliata gegründet. 1609 erhielt die Familie den Fürstentitel. Bis 1812 blieb der Ort im Feudalbesitz der Familie.

## Sehenswürdigkeiten
- Pfarrkirche an der Corso Vittoio Emanuele aus dem 16. Jahrhundert, renoviert im 18. Jahrhundert, beschädigt bei dem Erdbeben 1968
- Kirche Carmine im Corso Vittoio Emanuele
- Kirche San Giovanni Battista

## Söhne und Töchter
- Salvatore Pappalardo (* 1918; † 2006), Erzbischof von Palermo und Kardinal